# 人大決定
人大決定，即人民代表大会有关法律问题和重大问题的决定，是中华人民共和国的政治術語，是指中华人民共和国各级人民代表大会行使《中华人民共和国宪法》《中华人民共和国全国人民代表大会组织法》《中华人民共和国地方各级人民代表大会和地方各级人民政府组织法》所授予决定重大事项权而形成的决定和决议文件，根据讨论内容，可以分为有关法律问题的决定及有关重大问题的决定。

## 渊源

### 五四宪法
1954年9月，刘少奇在第一届全国人大第一次会议上作有关五四宪法草案的报告时指出：“我们国家的大事不是由一个人或少数几个人来决定的。人民代表大会制度既规定为国家的根本政治制度，一切重大问题就都应当经过人民代表大会讨论，并作出决定。……我国的人民代表大会就是这样能够对重大问题作出决定并能够监督其实施的国家权力机关。”其隐含了一个观点，即全国人民代表大会及其常委会的职能分为决定权和监督权两种；其中，讨论决定重大问题的权力被认为是中华人民共和国各级人大行使最早、运用最多的权力。

### 八二宪法及其他法律
1982年，彭真召开省级人大负责人座谈会时，提出了将人大权力分为立法权、监督权、人事任免权、重大事项决定权四项的说法，将立法权和人事任免权从决定权中划分出来，成为了现时中华人民共和国人民代表大会制度“四权”学说的来源。在该说法影响下，决定权的行使通常限于审议本级人民政府、法院、检察院和人大常委会的各项工作报告并作出决议一项，而审议工作报告本身也是对权力机关司法、行政分支的监督，使得决定权和监督权出现交叉，在全国、省及有立法权的市层面，决定权被进一步淡化，这些人大的工作重心转为立法权和监督权两项。以1997年江泽民做中共十五大报告为界，立法权已基本上取代决定权；以2006年《中华人民共和国各级人民代表大会常务委员会监督法》发布为界，监督权和决定权出现交叉；以2013年中共十八届三中全会为界，决定权重新回归人大的工作重心。

## 有关法律问题的决定与法律的区别
全国人大及其常委会设立法律时，需要根据《中华人民共和国立法法》设定的程序规则实施，以中华人民共和国主席令发布，名称多为“××法”（偶尔见“××条例”），直接设定及一般性地调整公民、法人和其他组织的权利义务关系、国家机构的职责和权力等；而有关法律问题的决定通常以“决定”或“决议”命名，主要是解决特定、单一的法律问题，通常具备辅助性，即不直接调整权力义务关系，程序上可以不通过立法法设定的三读程序，通常不以主席令发布，但实践中有例外。

## 决定权

### 全国人大的决定权
根据《中华人民共和国宪法》第六十二条，全国人大有权决定下列事项：
- 修改宪法；
- 监督宪法的实施；
- 制定和修改刑事、民事、国家机构的和其他的基本法律；
- 选举中华人民共和国主席、副主席；
- 根据中华人民共和国主席的提名，决定国务院总理的人选；根据国务院总理的提名，决定国务院副总理、国务委员、各部部长、各委员会主任、审计长、秘书长的人选；
- 选举中央军事委员会主席；根据中央军事委员会主席的提名，决定中央军事委员会其他组成人员的人选；
- 选举国家监察委员会主任；
- 选举最高人民法院院长；
- 选举最高人民检察院检察长；
- 审查和批准国民经济和社会发展计划和计划执行情况的报告；
- 审查和批准国家的预算和预算执行情况的报告；
- 改变或者撤销全国人民代表大会常务委员会不适当的决定；
- 批准省、自治区和直辖市的建置；
- 决定特别行政区的设立及其制度；
- 决定战争和和平的问题；
- 应当由最高国家权力机关行使的其他职权。

### 全国人大常委会的决定权
根据《中华人民共和国宪法》第六十七条，全国人大常委会有权决定下列事项：
- 解释宪法，监督宪法的实施；
- 制定和修改除应当由全国人民代表大会制定的法律以外的其他法律；
- 在全国人民代表大会闭会期间，对全国人民代表大会制定的法律进行部分补充和修改，但是不得同该法律的基本原则相抵触；
- 解释法律；
- 在全国人民代表大会闭会期间，审查和批准国民经济和社会发展计划、国家预算在执行过程中所必须作的部分调整方案；
- 监督国务院、中央军事委员会、国家监察委员会、最高人民法院和最高人民检察院的工作；
- 撤销国务院制定的同宪法、法律相抵触的行政法规、决定和命令；
- 撤销省、自治区、直辖市国家权力机关制定的同宪法、法律和行政法规相抵触的地方性法规和决议；
- 在全国人民代表大会闭会期间，根据国务院总理的提名，决定部长、委员会主任、审计长、秘书长的人选；
- 在全国人民代表大会闭会期间，根据中央军事委员会主席的提名，决定中央军事委员会其他组成人员的人选；
- 根据国家监察委员会主任的提请，任免国家监察委员会副主任、委员；
- 根据最高人民法院院长的提请，任免最高人民法院副院长、审判员、审判委员会委员和军事法院院长；
- 根据最高人民检察院检察长的提请，任免最高人民检察院副检察长、检察员、检察委员会委员和军事检察院检察长，并且批准省、自治区、直辖市的人民检察院检察长的任免；
- 决定驻外全权代表的任免；
- 决定同外国缔结的条约和重要协定的批准和废除；
- 规定军人和外交人员的衔级制度和其他专门衔级制度；
- 规定和决定授予国家的勋章和荣誉称号；
- 决定特赦；
- 在全国人民代表大会闭会期间，如果遇到国家遭受武装侵犯或者必须履行国际间共同防止侵略的条约的情况，决定战争状态的宣布；
- 决定全国总动员或者局部动员；
- 决定全国或者个别省、自治区、直辖市进入紧急状态；
- 全国人民代表大会授予的其他职权。